# Mozilla Thunderbird
Mozilla Thunderbird (deutsch Donnervogel) ist ein freies E-Mail-Programm und zugleich Personal Information Manager (mit CalDAV-Unterstützung), Feedreader, Newsreader sowie Messaging- und Chat-Client (XMPP und IRC). Das Programm basiert auf dem Quelltext der Mozilla Suite und ist für eine Vielzahl von Betriebssystemen verfügbar.
Es ist neben Microsoft Outlook und den entsprechenden Pendants, die in den proprietären Betriebssystemen enthalten sind (Windows Mail, Apple Mail), eines der am weitesten verbreiteten Anwenderprogramme für E-Mails.

## Funktionen

### E-Mail-Client

#### Mehrere Identitäten
Mozilla Thunderbird unterstützt die getrennte Verwaltung mehrerer POP3- und IMAP-Konten. Die eingerichteten Konten lassen sich in einer globalen Inbox zusammenfassen. Es können auch mehrere Adressbücher geführt werden. Neben der Verwaltung verschiedener Identitäten innerhalb eines Profils besteht auch die Möglichkeit, mehrere getrennte Profile zu verwalten. Während die Identitäten auf gemeinsame Einstellungen, Adressbücher und Erweiterungen zurückgreifen, besteht zwischen verschiedenen Profilen keinerlei Verbindung. Jedes Profil verfügt über völlig separate Konten, Adressbücher sowie seine eigenen Erweiterungen und deren Konfiguration.
Die Nutzung verschiedener Identitäten innerhalb desselben Profils bietet sich somit also vorrangig für die Verwaltung mehrerer Mailkonten einer Person an, während die Nutzung verschiedener Profile besonders dann geeignet ist, wenn verschiedene Personen voneinander unabhängig ihre eigenen Mailkonten innerhalb derselben Thunderbird-Installation verwalten wollen.

#### Gesicherte Kommunikation, Verschlüsselung
Mozilla Thunderbird unterstützt Sicherheitskomponenten wie elektronische Signatur, Nachrichtenverschlüsselung und Zertifikate nach S/MIME- und OpenPGP-Standards. PGP-Schlüssel sind individuell statt etwa via Web of Trust zu verifizieren. Vor Version 78 wurde die GnuPG-Erweiterung Enigmail benötigt, um E-Mails mit OpenPGP zu verschlüsseln und zu signieren. Im Oktober 2019 wurde angekündigt, dass dieses Add-on unmittelbar in Thunderbird integriert wird. Im August 2020 wurde vom Projekt mitgeteilt, dass Thunderbird ab Version 80 OpenPGP vollständig unterstützt („OpenPGP support is now feature complete“).

#### HTML-Inhalte
Dem Anwender stehen drei Modi für die HTML-Darstellung der E-Mails zur Verfügung. Beim ersten wird die originale HTML-Ausgabe angezeigt. Der zweite Modus beschränkt die HTML-Ausgabe nur auf einfache Formatanweisungen, missbräuchlich einsetzbare HTML-Elemente werden herausgefiltert (vergleiche auch Efail). Der dritte Modus schließlich entfernt HTML-Tags komplett und zeigt nur den reinen Text der jeweiligen Nachricht an. Der Absender sollte deshalb seine Nachrichten (ganz im Sinne der Barrierefreiheit) so verfassen, dass auch die reine Textnachricht dem Empfänger alle Inhalte zugänglich macht. Für jedes der Absenderkonten kann festgelegt werden, ob die von ihm ausgehenden Nachrichten stets mit HTML formatiert oder aber als reiner Text verfasst werden sollen. Diese Voreinstellung kann für jede einzelne Nachricht bei Bedarf geändert werden.

#### Virtuelle Ordner und Suchfunktion
Virtuelle Ordner zeigen alle Nachrichten, die zuvor definierten Suchkriterien entsprechen (ähnlich den intelligenten Ordnern bei Anwendungen unter macOS oder den Labels von Gmail). Um z. B. alle Nachrichten eines bestimmten Absenders aus allen derzeit vorhandenen Ordnern angezeigt zu bekommen, erstellt man einmalig diese Suche und speichert sie als virtuellen Ordner. Wird später dieser virtuelle Ordner geöffnet, so werden alle entsprechenden Nachrichten angezeigt, obwohl diese in verschiedenen Ordnern liegen.
Durch Quick Search stehen mehr Möglichkeiten zur Verfügung, aus dem Hauptfenster heraus bestimmte E-Mails zu finden.

#### Spamfilter
Thunderbird bietet einen lernfähigen Spamfilter, wodurch nach einer kurzen Lernphase die Trefferquote bereits sehr hoch ist und in der Regel mit dauernder Benutzung weiter steigt.

#### Kompatibilität und Portabilität
Thunderbird hat eine gute Plattformkompatibilität. Es ist möglich, von verschiedenen Betriebssystemen auf die gleichen Profildaten und E-Mails zuzugreifen, vorausgesetzt man hat auf beiden Systemen die gleiche Programmversion von Thunderbird installiert.
Thunderbird speichert Mails in mehreren Textdateien. Zum schnelleren Zugriff werden zusätzlich Hash-Dateien angelegt. Alternativ wird das Format Maildir mit Einschränkungen unterstützt.
Für die Migration von anderen E-Mail-Programmen zu Thunderbird stehen Importfunktionen zur Verfügung. Damit können Nachrichten, teilweise auch Einstellungen, zum Beispiel aus Outlook oder Outlook Express importiert werden. Zur Sicherung der Thunderbird-Einstellungen inklusive Kontenprofile und Nachrichten kann der gesamte Datenordner kopiert werden.

### Kontakte
Thunderbird bietet ein Adressbuch, das einen Abgleich via LDAP, per Erweiterung auch via CardDAV, ermöglicht.

### Kalender
Die ab Version 38 integrierte Erweiterung Lightning zur Termin- und Aufgabenverwaltung in Kalenderform unterstützt den CalDAV-Standard. Damit ist Thunderbird auch ein Personal Information Manager. Ab Version 78 ist der Lighthing-Kalender fest eingebaut und nicht mehr als Erweiterung erforderlich.
Der Kalender bietet die Möglichkeit, mehrere Kalender anzuzeigen (Tages-, Wochen-, Mehrwochen- und Monatsansicht) und zu verwalten, öffentliche Kalender zu abonnieren, sowie eine Aufgabenverwaltung. In Version 115 wurde der Kalender umfangreich optisch modernisiert.

### Instant-Messaging-Client
Thunderbird unterstützt Instant Messaging und Chat mit folgenden Protokollen: Internet Relay Chat (IRC), XMPP und Twitter (Direct Messages). Das mittlerweile nicht mehr angebotene Google Talk wird ebenfalls unterstützt (Google Talk basiert auf XMPP).

### Feedreader
Ein integrierter Feedreader für Web-Feeds wie RSS und Atom steht zur Verfügung.

### Newsreader
Thunderbird unterstützt Usenet-News über das NNTP-Protokoll und enthält dazu einen Newsreader.

### Thunderbird Sync
Thunderbird Sync baut auf Firefox Sync auf und soll es Benutzern zukünftig erlauben, Kalender, Adressbücher und ganze Accounts geräteübergreifend zu synchronisieren. Erwartet wurde dies mit dem Release 115, wird aber erst Anfang 2024 fertiggestellt.

### Weitere Funktionalitäten

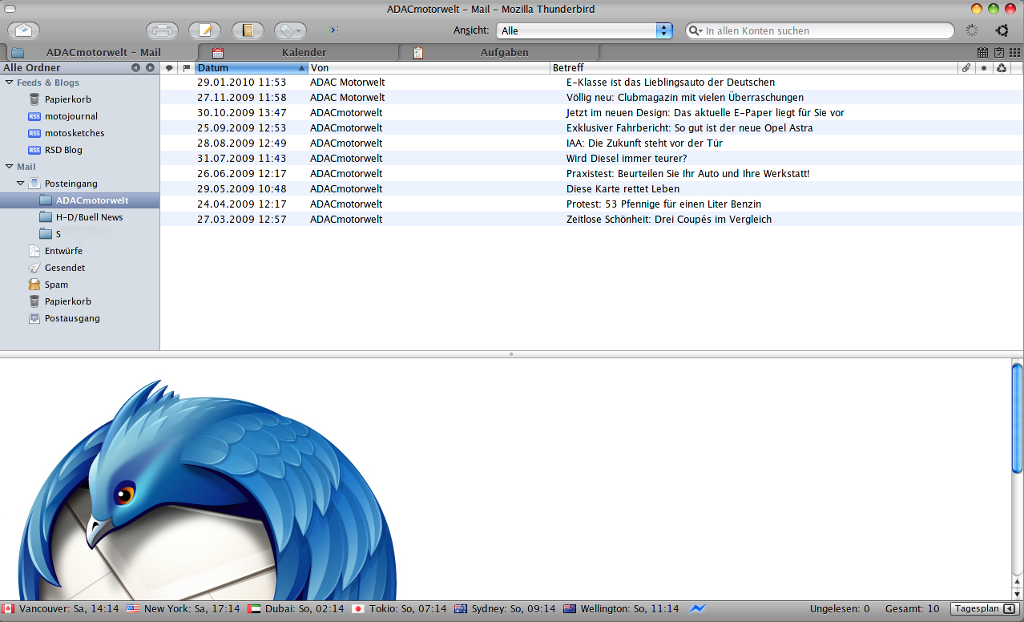
Bildschirmfoto von Thunderbird 3 mit alternativem Theme und Erweiterungen Lightning, FoxClocks und Compact Menu 2 unter Ubuntu 9.04 (von 2010)

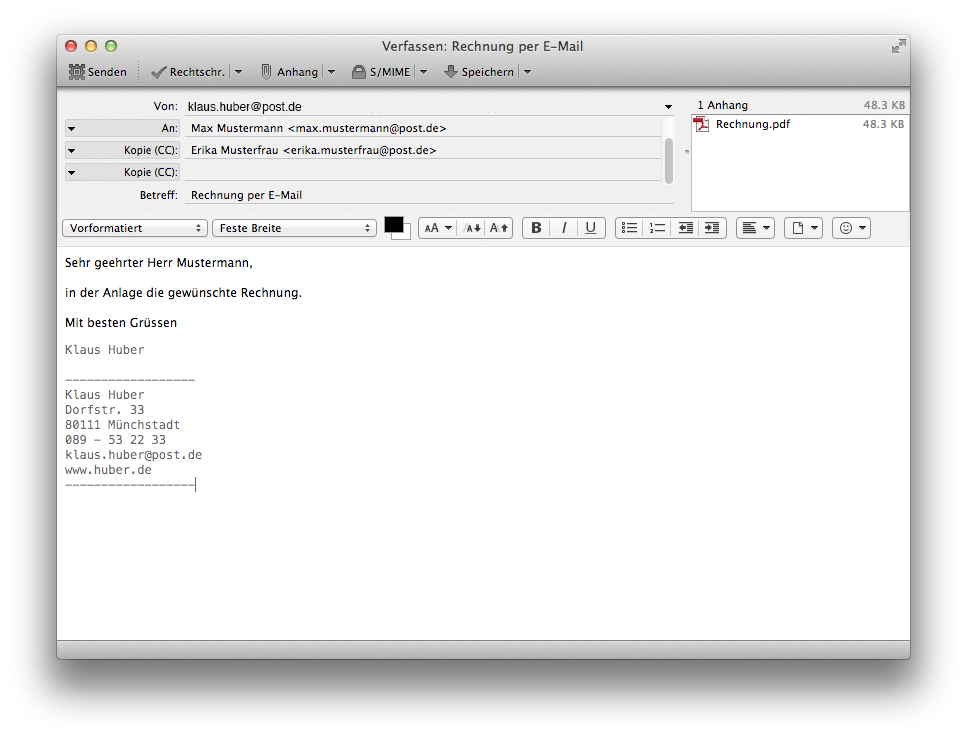
Bildschirmfoto zum Verfassen einer E-Mail mit Thunderbird auf einem Computer mit macOS-Betriebssystem (von 2018)

Mit Hilfe von Erweiterungen (Add-ons) können weitere Funktionalitäten hinzugefügt werden.
Die Benutzeroberfläche von Thunderbird kann mit Themes an die eigenen Bedürfnisse angepasst werden.

## Unterstützte Plattformen
Der Quellcode ist frei verfügbar und kann für die Ausführung auf einer Vielzahl anderer Architekturen und Betriebssysteme kompiliert werden.

### Windows, macOS und Linux-Distributionen
Als Standard werden 64-Bit Pakete angeboten für:
- Windows (ab der Version 116 nur mehr ab Windows 10)
- macOS (ab der Version 116 nur mehr ab macOS 10.15)
- Linux

32-Bit-Pakete sind Mitte 2023 noch als Downloads für Windows und Linux Verfügbar.
Thunderbird ist auf vielen Linux-Distributionen wie Ubuntu als Standard-Mailprogramm vorinstalliert, außerdem gibt es Versionen, die über neue Softwareverteilungssysteme wie Flatpak und Snappy sowie AppImage verteilt werden.

### Android-Version
Im Juni 2022 gab das Thunderbird-Projekt bekannt, dass es mit dem E-Mail-Client K-9 for Android zusammenarbeiten würde, um eine Thunderbird-Version für Android zu entwickeln. Zu diesem Zweck trat der leitende Entwickler von K-9, Christian Ketterer, dem Thunderbird-Team im Jahr 2022 bei. Der Plan ist, K-9 Mail in Thunderbird für Android umzuwandeln, einschließlich der entsprechenden Namensänderung und der Übernahme des Thunderbird-Brandings. Sobald K-9 Mail mit dem Funktionsumfang und dem visuellen Erscheinungsbild von Thunderbird in Einklang gebracht worden sei, werde diese Umstellung stattfinden, so das Team von Thunderbird. Im Dezember 2023 wurde im offiziellen Blog jedoch angekündigt, dass man zukünftig zwei Apps mit selber Codebasis erstellen und warten wird, eine mit K-9 und eine mit Thunderbird Branding, um aktuellen K-9 Nutzern nicht etwas neues aufzuzwingen.
Bereits im Frühjahr 2023 wurde K-9 Mail umfangreich angepasst und erweitert, ein Release unter dem Thunderbird Branding wird im Laufe des Jahres 2024 erwartet.

### iOS-Version
Im Zuge der Arbeiten an Thunderbird für Android wurde auch eine iOS-Version angekündigt.

## Vergleich zu Microsoft Outlook
Mozilla Thunderbird umfasst sämtliche Funktionen (ausgenommen Empfang von winmail.dat-Anhängen) zum E-Mail- und Nachrichtenempfang des seit Microsoft Windows 98 mitgelieferten Standard-E-Mail-Programms Outlook Express, das in Vista durch Windows Mail und in Windows 7 durch Windows Live Mail abgelöst wurde, und bietet eine Alternative zu kommerziellen Konkurrenzprogrammen.
Im Vergleich zu Microsoft Outlook, einem Client zum Microsoft Exchange Server, gibt es bei Thunderbird derzeit eine geringere Unterstützung für die Synchronisation mit externen Geräten wie Smartphones. Zudem ist eine direkte Anbindung an einen Exchange-Server mit Thunderbird nicht möglich. Grund ist das proprietäre RPC-Protokoll MAPI des Exchange-Servers. Allerdings stellt das Projekt DavMail einen dynamischen Übersetzer der MAPI-Schnittstelle auf die Protokolle IMAP und POP zur Verfügung, der die Anbindung von standardkompatiblen E-Mail-Programmen, wie z. B. Mozilla Thunderbird an einen Exchange-Server ermöglicht.

## Ableger

### Portable Varianten
Für das Betriebssystem Windows gibt es stets von Thunderbird auch Varianten, die ohne Installation lauffähig sind und somit den rechnerübergreifenden Einsatz als Portable Software, z. B. auf einem austauschbaren USB-Massenspeicher, ermöglichen.  Benutzerfreundlich auch über PortableApps.com erhältlich.

### Forks / Abspaltungen
Bei den Thunderbird-Forks gibt es mit Stand 2024 u. a.:
- Den „Soft-Fork“[28] Betterbird, ebenfalls als jeweils installierbare und portable Varianten.[29]  „Soft Fork“ heißt hier, dass sich die Betterbird-Entwickler am Release-Zyklus des Originals orientieren und die eigenen Versionen kontinuierlich anpassen.
- Postbox, eine 2007 durch den Entwickler Scott MacGregor, der zuvor auch maßgeblich bei Thunderbird mitwirkte,[30] begonnene und weiterentwickelte kommerziell vertriebene Abwandlung, wurde im Oktober 2024 aufgekauft[31] und dessen Vertrieb und Weiterentwicklung daraufhin direkt eingestellt vom Anbieter des „eM Client“.[32]
- Auch Geschichte ist Icedove: Im Namensstreit zwischen Debian und Mozilla benannte die Linux-Distribution Debian 2006 die zugehörige Version des E-Mail-Programms in Icedove (englisch für Eistaube) um. Der Namensstreit wurde 2016 beigelegt und in Debian wieder Icedove durch Thunderbird ersetzt.[33]

## Geschichte des Thunderbird-Projekts
Das Verhältnis des Thunderbird-Projekts zur Mozilla Foundation ist vielfach diskutiert worden.
Am 7. Juli 2012 wurde bekannt, dass Mozilla die Arbeit an Thunderbird auf Stabilitäts- und Sicherheitsaktualisierungen beschränken möchte. Zu diesem Zweck wurden seit dem 20. November 2012 – dem Veröffentlichungsdatum der Version 17, welche als ESR (Extended Support Release) erschien – alle sechs Wochen ausschließlich Aktualisierungen eingepflegt, die keine neuen Funktionen mehr enthielten. Mozilla begründete diesen Schritt mit der zunehmenden Verlagerung von E-Mail-Diensten von Desktop- zu webbasierten Umgebungen. Als weiteren Grund gab Mozilla an, seine Ressourcen für andere Projekte wie Firefox OS, Mozilla Firefox Mobile oder den auf WebKit aufbauenden iPad-Browser Junior nutzen zu wollen; dementsprechend wurde das Thunderbird-Entwicklerteam aufgelöst, und die Mitarbeiter widmeten sich anderen Arbeiten. Im Vorfeld der Entscheidung seien die meisten Nutzer von Thunderbird bereits mit dessen Funktionsumfang zufrieden gewesen, so dass es von Mozilla mit keinen neuen Funktionen mehr ausgestattet werden müsse. Neue Funktionen könnten jedoch weiterhin von freien Entwicklern implementiert werden; Mozilla wolle die dazu nötige Infrastruktur bereitstellen. Mit Erscheinen der ESR-Generation 31 des Firefox wurde jedoch auch Thunderbird wieder auf die gleiche Versionsnummer aktualisiert.
Ende November 2015 schrieb die Mozilla-Vorstandsvorsitzende Mitchell Baker in einer „länglichen E-Mail“, es wäre besser, Thunderbird würde aus Mozilla ausgegliedert, da sonst die Programmierer von Firefox immer wieder auf den Mail-Client Rücksicht nehmen müssten, was die Entwicklung von Firefox behindern würde. Gleiches gelte umgekehrt auch für die Arbeit der Thunderbird-Entwickler in Bezug auf Änderungen bei Firefox. Die Ankündigung führte zu Empörung unter den Anwendern, die um den Bestand des E-Mail-Programms besorgt waren, das insbesondere plattformübergreifend für die Nutzung von Verschlüsselungsdiensten verwendet wird. Die p≡p Foundation und Digitalcourage wollten die Entwicklung von Thunderbird weiterführen, der Thunderbird Council habe sich jedoch aus den Verhandlungen zurückgezogen, weil er „offenbar die Dominanz der Krypto-Community“ „befürchtet“ habe, hieß es bei Heise online.
Im Mai 2017 wurde bekannt, dass sich die Mozilla Foundation und der Thunderbird Council auf einen rechtlichen und fiskalischen Verbleib des Thunderbird-Projekts unter dem Dach der Stiftung geeinigt hätten. Eine Zusammenarbeit sei zunächst nur mit der Document Foundation und mit der Software Freedom Conservancy erwogen worden; außerdem habe man eine vollständige Unabhängigkeit des Thunderbird-Projekts diskutiert – eine Möglichkeit, die für die weitere Zukunft nicht ausgeschlossen werde. Thunderbird ist seit 2017 technisch unabhängig von Mozilla. Das Projekt ist seitdem unter der Domain thunderbird.net zu erreichen. Darüber hinaus wurde Thunderbird wegen der Neuerungen bei Firefox (Quantum von November 2017 an) ebenfalls auf eine neue Codebasis umgestellt. Thunderbird basierte bis dahin auf der HTML-Rendering-Engine Gecko als Laufzeitumgebung. Die Benutzerschnittstelle war in XUL und JavaScript geschrieben. Der XPCOM-Code ist durch JavaScript ersetzt worden.
Dank zunehmender Spenden konnten im Januar 2019 sechs zusätzliche Entwickler eingestellt werden. Damit arbeiten 2019 insgesamt 14 vollzeitliche Mitarbeiter im Team. Die Thunderbird-Entwickler planten, mit dem so vergrößerten Team das Programm Thunderbird stabiler, schneller und leichter bedienbar zu machen und auch die Integration von Gmail und die Konfigurierbarkeit von Verschlüsselung zu verbessern.
Im Januar 2020 wurde Thunderbird ein eigenes Mozilla-Unternehmen. Im Juni 2022 verkündete man, dass K-9 Mail in Thunderbird für Android aufgehen wird.
Im Mai 2023 veröffentlichte die MZLA Technologies Corporation als Tochterunternehmen der gemeinnützigen Mozilla Foundation ihren Vorjahres-Finanzbericht  und erklärte dort ein sehr positives und ausgeglichenes Finanzergebnis 2022 für das Thunderbird Projekt mit 2022er Einnahmen von fast 6,5 Millionen US-Dollar. Die Anzahl der Mitarbeiter im Thunderbird-Unternehmen betrug demnach zu Beginn des Jahres 2022 noch 15 Mitarbeiter, Ende des Jahres 2022 waren es dann 24 Mitarbeiter.
Mit dem Update auf die Version 115 („Supernova“) im Juli 2023, das erstmals im November 2022 gezeigt wurde, möchte man Thunderbird „neu erfinden“. Ein umfangreicher Umbau der Codebasis sei notwendig geworden, um sich von Altlasten zu befreien und um bei der weiteren Entwicklung des Mail-Clients schneller und zuverlässiger zu werden. Außerdem sei ein von Grund auf neues und einheitliches Design-Entwurf notwendig gewesen, um die Bedienoberfläche zu modernisieren und gleichzeitig möglichst flexibel zu gestalten. Ein neues und moderneres Erscheinungsbild und neue Funktionen sollen weitere Benutzergruppen anziehen, die bisher Webmailer oder mobile Apps verwendet haben. Neu eingeführt wurde eine dreispaltige Ansicht, bei der die Liste der einzelnen E-Mails in einer sogenannten Kartenansicht in der mittleren Spalte angezeigt werden kann, anstelle der sonst üblichen Tabellenansicht. Außerdem kann nun die „Dichte“ der Oberfläche, also der Schriftgrad und der Weißraum, über das Hauptmenü direkt angepasst werden. Auch die Bedienung über die Tastatur und die Barrierefreiheit des Programms wurden verbessert. Thunderbird 115.0 wurde am 11. Juli 2023 veröffentlicht.
Am 24. Mai 2023 zeigte man erstmals das neue Logo, das seit dem Supernova-Release im Juli 2023 eingesetzt wird.

## Sicherheitslücke
Aufgrund eines Fehlers während eines Updates wurden PGP-Schlüssel unverschlüsselt auf der jeweiligen Festplatte gespeichert. Die Sicherheitslücke wurde im Mai 2021 mit der Version 78.10.2 behoben.

## Marktanteile weltweit
Die Statista-Übersicht über Marktanteile der Top 10 E-Mail-Clients weltweit im Juni 2024 weist für die Nutzung von Thunderbird für den Juni 2024 einen Marktanteil von 0,24 % aus, noch vor Samsung Mail mit 0,12 %. Demnach ist Thunderbird gegenwärtig der siebthäufigst genutzte E-Mail-Client weltweit, einen höheren Marktanteil haben nur E-Mail-Clients, die zu den drei US-amerikanischen Big Tech-Konzernen Apple (in dieser Statistik führend mit 48,46 % Marktanteil), Google/Alphabet sowie Microsoft gehören. Zu beachten ist hier, dass diese Erhebung auch die Nutzung über all die mobilen Geräte, wie u. a. alle Android- oder IOS Smartphones, mit einschließt.